# متمن اند رابین
متمن اند رابین (انگلیسی: Mattman & Robin) یک گروه دونفره تهیه‌کننده و ترانه‌نویس موسیقی سوئدی متشکل از ماتیاس پر لارشون و رابین لنارت فردریکسون است.
در سال ۲۰۱۶، آنها برای تهیه مشترک پنجمین آلبوم استودیویی تیلور سویفت، خواننده و ترانه‌نویس آمریکایی با عنوان ۱۹۸۹، جایزه گرمی را برای آلبوم سال به دست آوردند.

## ترانه‌شناسی
| سال  | هنرمند                          | آلبوم                      | جزئیات |
| ---- | ------------------------------- | -------------------------- | --- |
| ۲۰۰۷ | What's Up!                      | In Pose                    | تهیه‌کنندگی ("If I Told You Once")                                                                                    |
| ۲۰۰۹ | آراشی                           | My Girl EP                 | همکاری در سرایش ("Tokei Jikake no Umbrella")                                                                         |
| ۲۰۰۹ | هلنا پاپارازیو                  | Giro Apo T' Oneiro         | همکاری در سرایش ("Tha 'Mai Allios")                                                                                  |
| ۲۰۱۱ | اریک سعاده                      | Saade Vol. 1               | همکاری در سرایش, تهیه‌کنندگی ("Timeless", "Hearts in the Air", "Made of Pop", "Echo"), تهیه‌کنندگی ("Stupid with You") |
| ۲۰۱۱ | اریک سعاده                      | Saade Vol. 2               | همکاری در سرایش, تهیه‌کنندگی ("Love Is Calling", "Fingerprints")                                                      |
| ۲۰۱۱ | About E                         | ن/م                        | تهیه‌کنندگی ("Dysfunctional")                                                                                         |
| ۲۰۱۱ | Wanessa                         | DNA                        | همکاری در سرایش ("DNA")                                                                                              |
| ۲۰۱۲ | Molly Sandén                    | Unchained                  | همکاری در سرایش, co-تهیه‌کنندگی ("A Little Forgiveness")                                                              |
| ۲۰۱۲ | About E                         | ن/م                        | همکاری در سرایش, تهیه‌کنندگی ("Roll with Us")                                                                         |
| ۲۰۱۳ | Anton Ewald                     | A                          | همکاری در سرایش, تهیه‌کنندگی ("Human")                                                                                |
| ۲۰۱۳ | Majestee of Sweden              | ن/م                        | همکاری در سرایش, تهیه‌کنندگی ("Governor", "Supergirl", "HELL YEAH", "Hot Damn!")                                      |
| ۲۰۱۳ | Laza Morgan                     | One by One                 | همکاری در سرایش, تهیه‌کنندگی ("Oh Eh Ya")                                                                             |
| ۲۰۱۳ | تال بنیزری                      | À l'infini                 | همکاری در سرایش, additional تهیه‌کنندگی ("Jealousy")                                                                  |
| ۲۰۱۴ | Oscar Zia                       | I Don't Know How to Dance  | همکاری در سرایش, تهیه‌کنندگی ("Without U")                                                                            |
| ۲۰۱۴ | Tone Damli                      | Heartkill                  | همکاری در سرایش, تهیه‌کنندگی ("Smash", "Hello Goodbye")                                                               |
| ۲۰۱۴ | اریک سعاده                      | ن/م                        | همکاری در سرایش ("Take a Ride (Put 'Em in the Air)")                                                                 |
| ۲۰۱۴ | تیک دت                          | III                        | همکاری در سرایش, تهیه‌کنندگی ("Higher Than Higher")                                                                   |
| ۲۰۱۴ | تیلور سوئیفت                    | ۱۹۸۹                       | Co-تهیه‌کنندگی ("All You Had to Do Was Stay")                                                                         |
| ۲۰۱۴ | تو لو                           | Truth Serum                | همکاری در سرایش, co-تهیه‌کنندگی ("Over")                                                                              |
| ۲۰۱۴ | تو لو                           | Queen of the Clouds        | تهیه‌کنندگی ("Moments")                                                                                               |
| ۲۰۱۵ | آدام لمبرت                      | The Original High          | همکاری در سرایش, co-تهیه‌کنندگی ("The Original High")                                                                 |
| ۲۰۱۵ | کارلی ری جپسن                   | Emotion                    | همکاری در سرایش, co-تهیه‌کنندگی ("Run Away with Me"), همکاری در سرایش, تهیه‌کنندگی ("Gimmie Love", "Favourite Colour") |
| ۲۰۱۵ | دی‌ان‌سی‌ای                        | Swaay                      | همکاری در سرایش, تهیه‌کنندگی ("کیک در کنار اقیانوس")                                                                  |
| ۲۰۱۵ | الی گولدینگ                     | پنجاه طیف گری              | Backing-vocals, mastering ("واقعاً عاشقم باش")                                                                        |
| ۲۰۱۵ | هیلی استاینفلد                  | Haiz                       | همکاری در سرایش, تهیه‌کنندگی ("Love Myself", "You're Such A", "Rock Bottom", "Hell Nos and Headphones")               |
| ۲۰۱۵ | سلنا گومز                       | احیا                       | همکاری در سرایش, co-تهیه‌کنندگی ("نمی‌تونم خودمو کنترل کنم", "من و ریتم")                                              |
| ۲۰۱۶ | گوئن استفانی                    | این حسی است که حقیقت می‌دهد | همکاری در سرایش, تهیه‌کنندگی ("Misery", "Make Me Like You", "Truth")                                                  |
| ۲۰۱۶ | نیک جوناس                       | پارسال پیچیده بود          | همکاری در سرایش, تهیه‌کنندگی ("نزدیک (ترانه نیک جوناس)", "Touch")                                                     |
| ۲۰۱۶ | بریتنی اسپیرز                   | گلوری                      | همکاری در سرایش, تهیه‌کنندگی ("می‌خوای بری؟", "مهمانی چرت زدن", "Change Your Mind (No Seas Cortés)")                   |
| ۲۰۱۶ | Stanaj                          | The Preview                | همکاری در سرایش, تهیه‌کنندگی ("Sleep Alone")                                                                          |
| ۲۰۱۶ | Dagny                           | Ultraviolet EP             | همکاری در سرایش, تهیه‌کنندگی ("Fight Sleep", "Too Young")                                                             |
| ۲۰۱۶ | دی‌ان‌سی‌ای                        | DNCE                       | همکاری در سرایش, تهیه‌کنندگی ("Cake by the Ocean", "Good Day", "Naked")                                               |
| ۲۰۱۷ | دی‌ان‌سی‌ای (featuring نیکی میناژ) | DNCE (Jumbo Edition)       | همکاری در سرایش, تهیه‌کنندگی ("Kissing Strangers")                                                                    |
| ۲۰۱۷ | جولیا مایکلز                    | Nervous System             | همکاری در سرایش, تهیه‌کنندگی ("Uh Huh", "Worst in Me", "Make It Up to You", "Just Do It", "Pink")                     |
| ۲۰۱۷ | ایمجین درگنز                    | تکامل                      | همکاری در سرایش, تهیه‌کنندگی ("I Don't Know Why", "معتقد", "Walking the Wire", "Start Over")                          |
| ۲۰۱۷ | جیسون درولو                     | ن/م                        | همکاری در سرایش, تهیه‌کنندگی ("If I'm Lucky")                                                                         |
| ۲۰۱۷ | Dagny                           | ن/م                        | Electric guitar, percussion ("Love You like That")                                                                   |
| ۲۰۱۷ | پینک (خواننده)                  | ترومای زیبا                | همکاری در سرایش, تهیه‌کنندگی ("For Now")                                                                              |
| ۲۰۱۸ | جولیا مایکلز                    | پنجاه طیف آزادی            | همکاری در سرایش, تهیه‌کنندگی ("Are You")                                                                              |
| ۲۰۱۸ | جنل مونی                        | Dirty Computer             | همکاری در سرایش, تهیه‌کنندگی ("Make Me Feel")                                                                         |
| ۲۰۱۸ | ایمجین درگنز                    | سرچشمه‌ها                   | همکاری در سرایش, تهیه‌کنندگی ("طبیعی", "Cool Out", "Only")                                                            |
| ۲۰۱۸ | Glowie                          | Where I Belong             | همکاری در سرایش, تهیه‌کنندگی ("Body")                                                                                 |
| ۲۰۱۹ | دوآ لیپا                        | Alita: Battle Angel        | همکاری در سرایش, co-تهیه‌کنندگی ("بانگ خداحافظی")                                                                     |
| ۲۰۱۹ | تو لو                           | Sunshine Kitty             | همکاری در سرایش, تهیه‌کنندگی ("Equally Lost")                                                                         |
| ۲۰۱۹ | Cashmere Cat                    | Princess Catgirl           | همکاری در سرایش ("Without You")                                                                                      |
| ۲۰۱۹ | Anthony Ramos                   | The Good & the Bad         | همکاری در سرایش, تهیه‌کنندگی ("Mind over Matter", "Little Lies")                                                      |
| ۲۰۱۹ | کامیلا کبیو                     | رمانس                      | همکاری در سرایش, تهیه‌کنندگی ("Living Proof", "Dream of You")                                                         |
| ۲۰۲۰ | سلنا گومز                       | کمیاب                      | همکاری در سرایش, تهیه‌کنندگی ("تو را از دست دادم تا خودم را دوست داشته باشم", "دوباره برقص", "Let Me Get Me")         |
| ۲۰۲۰ | سلست                            | Celeste                    | همکاری در سرایش, تهیه‌کنندگی ("A Kiss")                                                                               |